# Zirfaea (Schiff)
Die Zirfaea ist ein Mehrzweck-Forschungsschiff der niederländischen Rijkswaterstaat.

## Geschichte
Das Schiff wurde am 8. November 1991 bei Conoship International in Groningen bestellt. Conoship International ließ das Schiff unter der Baunummer 313 auf ihrer Werft Bodewes Scheepswerf „Volharding“ Foxhol bauen. Die Kiellegung erfolgte am 12. Dezember 1991, der Stapellauf am 28. Januar 1993. Das Schiff wurde am 7. Mai 1993 an die Direktion Nordsee der Rijkswaterstaat abgeliefert. Es ersetzte zwei ältere Schiffe, die 1970 gebaute Christiaan Bruinings und die 1965 gebaute Volans.
Benannt ist das Schiff nach der lateinischen Bezeichnung der Krausen Bohrmuschel, Zirfaea crispata.
Der Entwurf des Schiffes stammte vom niederländischen Schiffsarchitekturbüro Nevesbu in Den Haag.

## Einsatz
Das Schiff wird von Rijkswaterstaat in den Küstengewässern und dem Festlandsockel der Niederlande eingesetzt. Es wird für hydromorphologische, geologische und bathymetrische Vermessungen, physikalische, chemische und biologische Messungen, dem Erkennen von Sedimenten am Gewässergrund sowie von nutzbaren Sand- und Kiesvorkommen, dem Auffinden von Objekten wie Wracks oder über Bord gegangener Ladung, der Untersuchung von Pipelines sowie der Kontrolle von Fahrwassern eingesetzt. Bei Bedarf kann das Schiff auch für die Bekämpfung von Ölunfällen genutzt werden.

## Technische Daten und Ausstattung
Das Schiff wird dieselelektrisch durch zwei Indar-Elektromotoren mit jeweils 650 kW Leistung angetrieben, die auf zwei Propellergondeln wirken. Es ist mit zwei von Indar-Elektromotoren mit jeweils 330 kW Leistung angetriebenen Bugstrahlrudern ausgestattet und verfügt über ein System zur dynamischen Positionierung.
Für die Stromerzeugung stehen vier von Mitsubishi-Sechszylinder-Dieselmotoren mit jeweils 490 kW Leistung angetriebene Indar-Generatoren mit jeweils 585 kVA Scheinleistung zur Verfügung. Weiterhin wurde ein von einem Valmet-Dieselmotor mit 90 kW Leistung angetriebener Indar-Notgenerator mit 105 kVA Scheinleistung verbaut.
An Bord stehen verschiedene Hebewerkzeuge und Winden zur Verfügung, darunter ein Kran auf der Steuerbordseite im Bereich des Arbeitsdecks, der bis zu 12 t heben kann. Das Schiff ist mit einem schwenkbaren Heckgalgen ausgerüstet, der 6 t heben kann.
Direkt hinter den Decksaufbauten befindet sich im Rumpf ein 3,8 × 3,8 m großer Moonpool. Der Moonpool lässt sich am Schiffsboden bündig verschließen. An Deck lässt sich der Moonpool durch einen Deckel verschließen, der zur Seite gerollt werden kann. Der Deckel kann mit 30 t belastet werden und so auch als Plattform für das Bewegen von Lasten wie beispielsweise Geräten genutzt werden. Über dem Moonpool befindet sich ein Kran, der bis zu 30 t heben kann.
Für Vermessungen und dem Auffinden von Objekten stehen verschiedene Echolote und Sonare, darunter ein Seitensichtsonar, sowie ein Magnetometer zur Verfügung. Das Schiff ist weiterhin mit einem Sonar zur Vermeidung von Kollisionen mit Unterwasserhindernissen ausgestattet.
Zur weiteren Ausrüstung zählen verschiedene Messinstrumente beispielsweise für die Schallmessung und die Messung der Strömungsgeschwindigkeit und Instrumente für die Entnahme von Wasser- und Bodenproben.
Für die Bekämpfung von Ölunfällen kann die dafür nötige Ausrüstung an Bord genommen werden. Im Rumpf stehen zwei Tanks mit je 100 m³ Fassungsvermögen für abgesaugtes Öl zur Verfügung.
Das Schiff verfügt über sechs Decks. An Bord können insgesamt 23 Personen untergebracht werden. Für die Schiffsbesatzung stehen sieben Einzel- und zwei Doppelkabinen, für Wissenschaftler und Techniker stehen sechs Einzel- und drei Doppelkabinen zur Verfügung.
Hinter den Decksaufbauten befindet sich ein offenes Arbeitsdeck. Auf dem Arbeitsdeck sind unter anderem Stellplätze für 10-, 20- und 30-Fuß-Container vorhanden.